# حملة الجليل (67)
جرت حملة الجليل، والمعروفة أيضًا باسم التمرد الشمالي، في عام 67، عندما غزا الجنرال الروماني فسبازيان الجليل بأمر من الإمبراطور نيرون من أجل سحق الثورة اليهودية الكبرى.

## الجدول الزمني
بعد هزيمة جيش جالوس في بيت حورون في العام 66، عَين الإمبراطور نيرون الجنرال فسبازيان، بدلًا من جالوس لسحق تمرد يهودا. هبط فسبازيان، إلى جانب فيالق فرتينسيس العاشر ومقدونيا الخامس، في بطليموس في أبريل من العام 67، وهناك انضم إليه ابنه تيتوس، الذي وصل من الإسكندرية على رأس فيلق أبوليناريوس الخامس عشر، بالإضافة إلى جيوش مختلف الحلفاء المحليين بما في ذلك جيش الملك أغريبا الثاني. بدأ فسبازيان عملياته بإخضاع الجليل من خلال إرسال أكثر من 60,000 جندي. استسلمت عدة بلدات من الجليل دون قتال، مع أنه كان لا بد من الاستيلاء عليها بالقوة. ومن بين هؤلاء، يقدم يوسيفوس فلافيوس روايات مفصلة عن حصار جمالا ويودفات.

## اصابات
بناءً على أرقام مشكوك فيها من يوسيفوس فلافيوس، أسفرت العملية الرومانية بالجليل عن مقتل أو بيع 100،000 يهودي للرق.

## بعد الأحداث
بحلول العام 68، تم سحق المقاومة اليهودية في الشمال وجعل فسبازيان قيسارية ماريتيما مقرًا له وشرع بشكل منهجي في تطهير ساحل البلاد وتجنب المواجهة المباشرة مع المتمردين في أورشليم.